# Sten-mjöllav
Sten-mjöllav (Lepraria elobata) är en lavart som beskrevs av Tønsberg. Sten-mjöllav ingår i släktet Lepraria och familjen Stereocaulaceae.  Arten är reproducerande i Sverige. Inga underarter finns listade i Catalogue of Life.